# Tutto bene (Üstmamò)
Tutto bene è un album degli Üstmamò pubblicato nel 2001 dall'etichetta Virgin.

## Tracce
1. Come me
2. Lunga vita
3. Sempreverdi
4. Brava e buona
5. Nell'aria
6. Secondo incantesimo
7. Per gioco
8. Tre volte noia
9. Bum
10. Bank of Fuck Off
11. Anima persa
12. Mi fai

## Formazione
- Mara Redeghieri - voce
- Ezio Bonicelli - chitarra, violino, melodica e sintetizzatori
- Luca Alfonso Rossi - basso, banjo, batteria elettronica, programmazione e cori
- Simone Filippi - chitarra e cori